# Show Me a Leader
Show Me a Leader è un singolo del gruppo musicale statunitense Alter Bridge, pubblicato il 26 luglio 2016 come primo estratto dal quinto album in studio The Last Hero.

## Descrizione
Secondo quanto dichiarato dal frontman del gruppo Myles Kennedy, il brano riflette le frustrazioni delle persone durante la situazione politica contemporanea a causa del fatto che non ci si può più fidare facilmente dei politici e dei media.

## Video musicale
Il videoclip per la canzone viene annunciato verso la metà di agosto 2016 e pubblicato il 31 dello stesso anno. Al suo interno, viene mostrato il gruppo eseguire il brano mentre è in corso una vera e propria dittatura mediatica.

## Tracce
1. Show Me a Leader – 5:05

## Formazione
Gruppo
- Myles Kennedy – voce, chitarra
- Mark Tremonti – chitarra, voce
- Brian Marshall – basso
- Scott Phillips – batteria

Altri musicisti
- Michael "Elvis" Baskette – strumenti ad arco, tastiera, programmazione

Produzione
- Michael "Elvis" Baskette – produzione, missaggio
- Jef Moll – ingegneria del suono, editing digitale
- Kevin Thomas – assistenza tecnica
- Ted Jensen – mastering
- Stephanie Geny – assistenza mastering

## Classifiche
| Classifica (2016)             | Posizione massima |
| ----------------------------- | ----------------- |
| Stati Uniti (mainstream rock) | 16                |